# Rikiya Uehara
Rikiya Uehara (født 25. august 1996) er en japansk fodboldspiller, som spiller for den japanske fodboldklub Júbilo Iwata.